# لارا، ساسکاچوان
لارا، ساسکاچوان (به انگلیسی: Laura, Saskatchewan) یک منطقهٔ مسکونی در کانادا است که در ساسکاچوان واقع شده‌است. لارا ۰٫۰۰ کیلومتر مربع مساحت و n/ نفر جمعیت دارد.